# Halina Kurek
Halina Kurek (ur. 21 grudnia 1952 w Dukli) – polska językoznawczyni, profesor nauk humanistycznych (od 1996), kierownik Katedry Lingwistyki Kulturowej i Socjolingwistyki Wydziału Polonistyki Uniwersytetu Jagiellońskiego.

## Życiorys
W 1976 ukończyła studia polonistyczne na Uniwersytecie Jagiellońskim, w 1981 obroniła pracę doktorską Zróżnicowanie fonetyczne języka mówionego mieszkańców Krakowa (wybrane zagadnienia), w 1991 habilitowała się na podstawie pracy zatytułowanej Metodologia socjolingwistycznego badania fonetyki języka mówionego środowisk wiejskich (na przykładzie kilku wsi Beskidu Niskiego). 16 grudnia 1996 nadano jej tytuł profesora w zakresie nauk humanistycznych. 
Była prodziekanem (1993–1999) i dziekanem (1999–2005) Wydziału Filologicznego Uniwersytetu Jagiellońskiego. Od 2005 kieruje Katedrą Lingwistyki Kulturowej i Socjolingwistyki na Wydziale Polonistyki UJ.
Pracowała także w Instytucie Liturgicznym na Wydziale Teologicznym Papieskiej Akademii Teologicznej w Krakowie, oraz w Instytucie Humanistycznym Państwowej Wyższej Szkole Zawodowej w Krośnie.
Jest członkiem Komitetu Językoznawstwa Polskiej Akademii Nauk.
W 2000 została odznaczona Złotym Krzyżem Zasługi.
Jej mężem jest geograf, prof. Włodzimierz Kurek.